# Az úszó város
Az úszó város Jules Verne egyik olyan regénye, amit saját tapasztalata, mitöbb, utazása alapján írt. A regényt a Franklin-társulat (is) kiadta  Az ostrom-záron keresztül! kisregénnyel egybekötve Zigány Árpád fordításában.

## Történet
|  | Alább a cselekmény részletei következnek! |

A könyv a Great Eastern gőzösről szól az 1876-os március-áprilisi Liverpool – New York útja kapcsán, amit Verne megfűszerez egy szerelmi drámával is. A regény így is rövid lett, ezért a végén még eljutunk a Niagara-vízeséshez is.
A technikai újításokért rajongó Verne részletes leírását adja a hatalmas gőzösnek, amelynek rekord idő alatt kellene átérni New Yorkba. A hosszú hajóúton az utasok versenyekkel, fogadásokkal és felolvasó-esttel szórakoztatják magukat, nem is szólva a fontos étkezésekről, mint társasági eseményről.
A szerelmi dráma lassan bontakozik ki. Az elbeszélő már a hajóraszáláskor találkozik régi ismerősével, Fabian Mac Elvin kapitánnyal, aki a brit India Hadsereg 22. ezredében szolgál. A vele utazó bajtársa, Archibald Corsican kapitány meséli el, hogy Fabian beleszeretett egy kalkuttai kereskedő lányába, Ellen Hodgesbe, meg is kérte a lány apjától Ellen kezét. Ám az elutasította, mert egy régebbi egyezségben egy másik kalkuttai kereskedő fiának, Harry Drake-nek ígérte a lányt. Emiatt Fabian kedve szegett, szerelmi bánata annyira elhatalmasodik rajta, hogy barátai állandóan mellette vannak.
Egy kártya parti során Fabian és játékostársa úgy összevész, hogy a másik fél párbajra hívja Fabiant. Ekkor derül ki Fabian számára, hogy a kihívó Harry, Ellen férje. Ellen is feltűnik a hajón, de senkivel sem beszél, jól eldugott kabinjában sír. A kard párbajra a hajón kerül sor.
A viharos időjárás ellenére megtartott párbaj döntő pillanatban feltűnik Ellen is, akit meglátva mindkét vívó ledermed, Harry az ég felé tartva kardját rákiált, és szinte abban a pillanatban egy villám halálra sújtja.
A Great Eastern gőzös befut New Yorkba.
„… New Yorkot hamar meg lehet nézni, mert épp úgy nem változatos, mint a sakktábla“ (121. oldal) – ezért az elbeszélő Pitferge társaságában a Niagara vízeséshez utazik. Doktor Dean Pitferge a regény elejétől jelen lévő vicces szereplő, aki állandóan a katasztrófát keresi – ezért is utazza át oda-vissza többedszerre a Great Easternen az Atlanti Óceánt. Mielőtt folyami gőzösre szállnának, elbúcsúznak a két kapitánytól. Tőlük tudják meg, hogy Ellen Fabiannal vidékre tart, hogy a jó levegő segítsen feldolgozni a vele, velük történteket.
A vízeséshez tartó úton átszelik a „Mohawk regényes völgyét, amelynek Cooper örök nevet szerzett kalandos regényeivel“. A vízesést megtekintik az amerikai és a kanadai oldalról is. Épp onnan térnek vissza a szállodájukba, amikor belebotlanak Corsican kapitányba. A kapitány Fabiant és Ellent kíséri, akik azért jöttek ide, mert ez az „angolok és amerikaiak nyári találkozó helye“. A még mindig kába Ellen majdnem lezuhan a vízbe egy szikláról, de az utolsó pillanatban magához tér és megmenekül, a doktor szerint ezzel a gyógyulás útjára lépett.
A regény utolsó oldalán megtudjuk, hogy Ellen teljesen meggyógyult, a Pitferge doktornak pedig alig nyolc hónap múlva beteljesült a vágya, hajótörést szenvedett.
|  | Itt a vége a cselekmény részletezésének! |

## Valós tények
1867. március 26-án Verne és testvére, Paul a Great Eastern gőzössel Liverpoolból New Yorkba utazott másik 123 utas társaságában. Amerikába április 9-én érkeztek meg, átélve egy hatalmas vihart. A két testvér április 12-én járt a Niagara vízesésnél. Még ugyanebben az évben (vélhetően tavasszal) visszatértek a Great Eastern fedélzetén Brestbe, az út tizenkét napig tartott a 193 utasnak. Ez volt Verne egyetlen útja az Új Világba.